# Antasia mundiferaria
Antasia mundiferaria är en fjärilsart som beskrevs av Walker 1863. Antasia mundiferaria ingår i släktet Antasia och familjen mätare. Inga underarter finns listade i Catalogue of Life.